# Évrard d'Espinques
Évrard d'Espinques est un peintre enlumineur français d'origine allemande, actif entre 1440 et 1494, à Paris puis à Ahun, dans le Comté de la Marche, dans le centre-ouest de la France.

## Éléments biographiques
D'après le témoignage donné par son petit-fils, Simon Evrard, notaire à Ahun (actuel département de la Creuse) en 1560, son grand-père est d'origine allemande, né dans le diocèse de Cologne et arrivé à Paris. Il entre au service de Jacques d'Armagnac pendant le règne de Louis XI et bénéficie à ce titre d'une rente après s'être installé et marié dans la petite ville d'Ahun dans son fief de la Marche. Son protecteur est arrêté pour rébellion et exécuté en 1477. L'enlumineur entre alors au service de Jean du Mas, seigneur de l'Isle et réalise pour lui plusieurs manuscrits. Ce dernier est sans doute un homme de main de Pierre II de Bourbon, chargé de mettre la main sur Jacques d'Armagnac et ses possessions. Des paiements sont attestés par des documents datés de 1479 et 1480 pour deux manuscrits encore aujourd'hui conservés : une Tristan en prose aujourd'hui conservé au musée Condé et un Livre des propriétés des choses conservé à la Bibliothèque nationale de France (Fr.9140). Par la suite, un testament de la main d'Evrard est attesté en 1494 et celui-ci meurt sans doute quelques années après. Il est donné comme décédé en 1500 lors du mariage de son fils,. 

## Manuscrits attribués

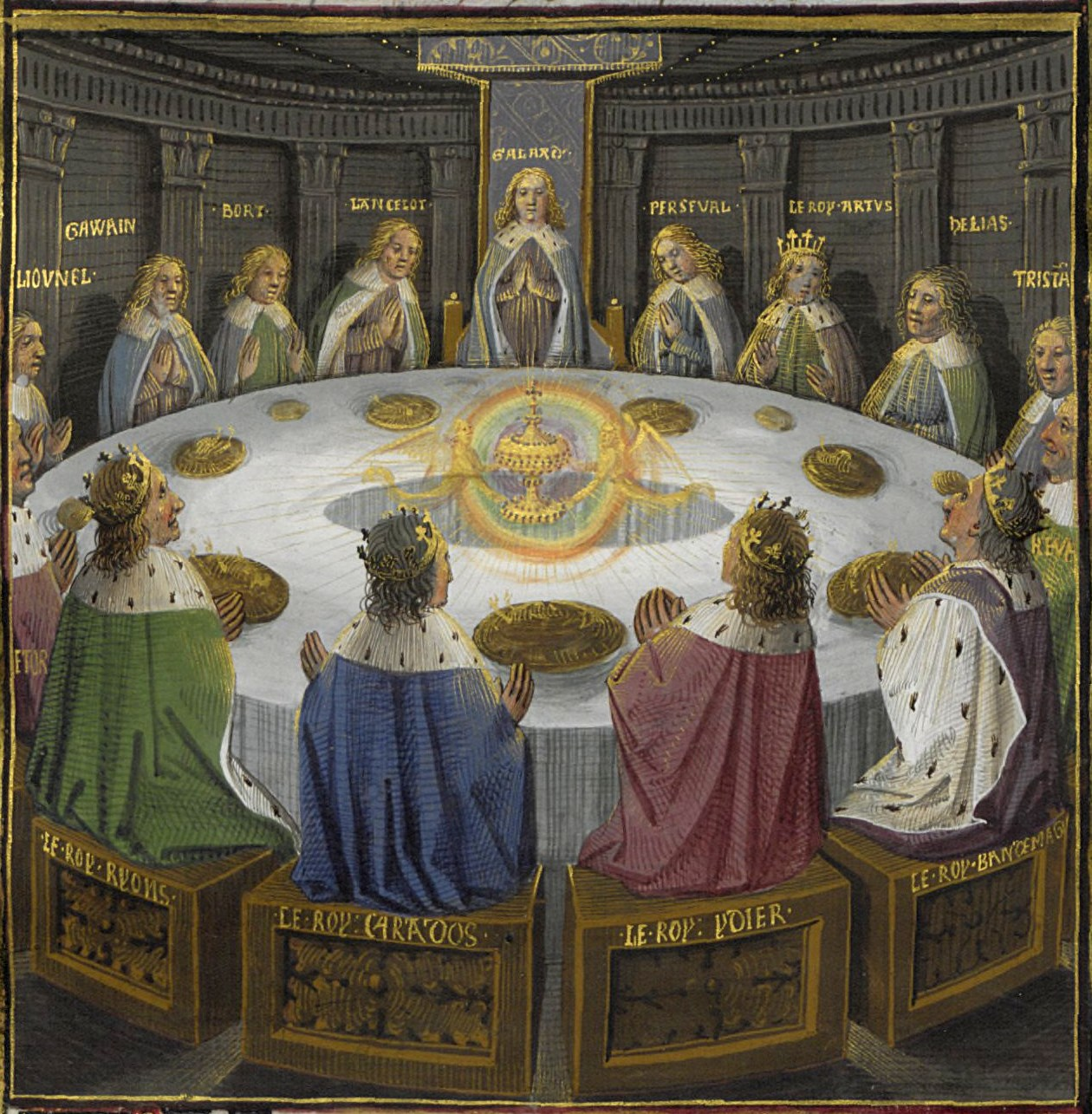
La Table ronde, miniature tirée du Lancelot en prose, Fr.116, f.610v.

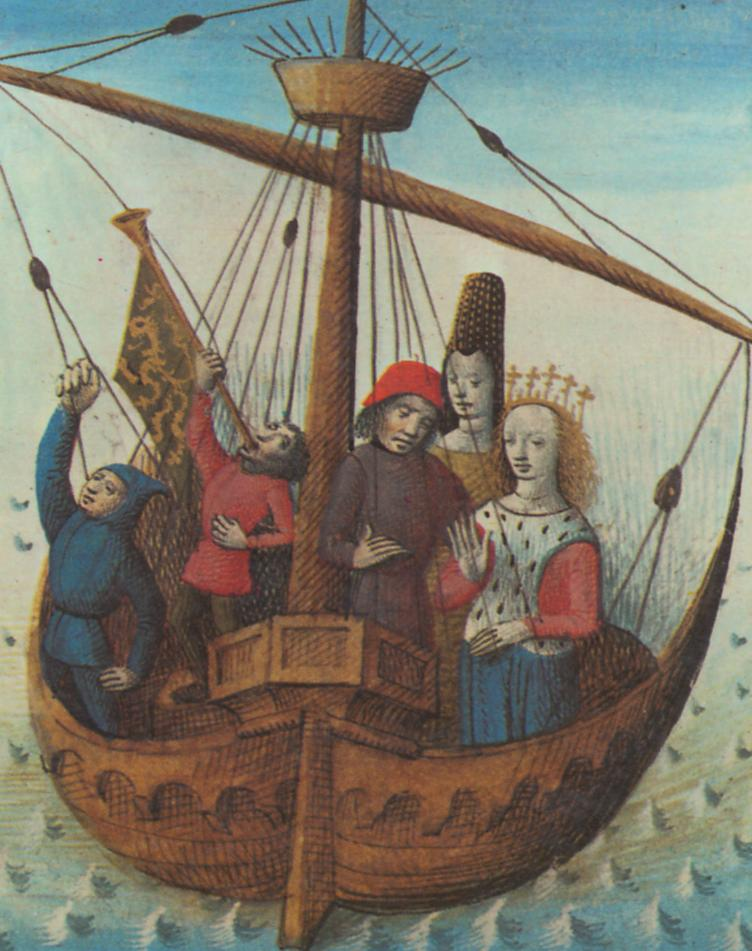
Roman de Tristan en prose, musée Condé, f.234v.

- Livre du Trésor de Brunetto Latini, en collaboration avec le Maître de Jouvenel, années 1460, BNF, NAF.6591[3]
- Tristan en prose, vers 1463, BNF, Fr.99
- Lancelot en prose, miniatures de l'entourage du Maître de Jouvenel fortement retouchées par Evrard vers 1465, BNF, Fr.117-120
- Le Livre de Marques de Rome, 1466, Bibliothèque nationale de France, Fr.93
- Légende dorée traduite par Jean de Vignay, BNF, Fr.6448
- Miroir de l'église traduit par Jean de Vignay, vers 1466-1470, BNF, Fr.19810
- La Cité de Dieu traduite par Raoul de Presles, vers 1470, BNF, Fr.22
- Compilation de textes en prose du cycle arturien, achevé le 4 juillet 1470, BNF, Fr.112
- Recueil de récits de voyages contenant le Livre des merveilles, 1 miniature ajoutée vers 1470 sur commande de Jacques d'Armagnac, BNF, Fr.2810
- Cycle du Lancelot-Graal, vers 1475, BNF, Fr.113-116
- Manuscrit de Tristan et Iseult, 1480, Musée Condé, Chantilly, Ms.645-647
- Livre des propriétés des choses de Barthélemy l'Anglais, 1480, BNF, Fr.9140